# Hippolyte Vandemeulebroecke
Hippolyte Louis Vandemeulebroecke (Oostende, 11 mei 1884 - Gent, 30 november 1936) was een Belgisch volksvertegenwoordiger en burgemeester.

## Levensloop

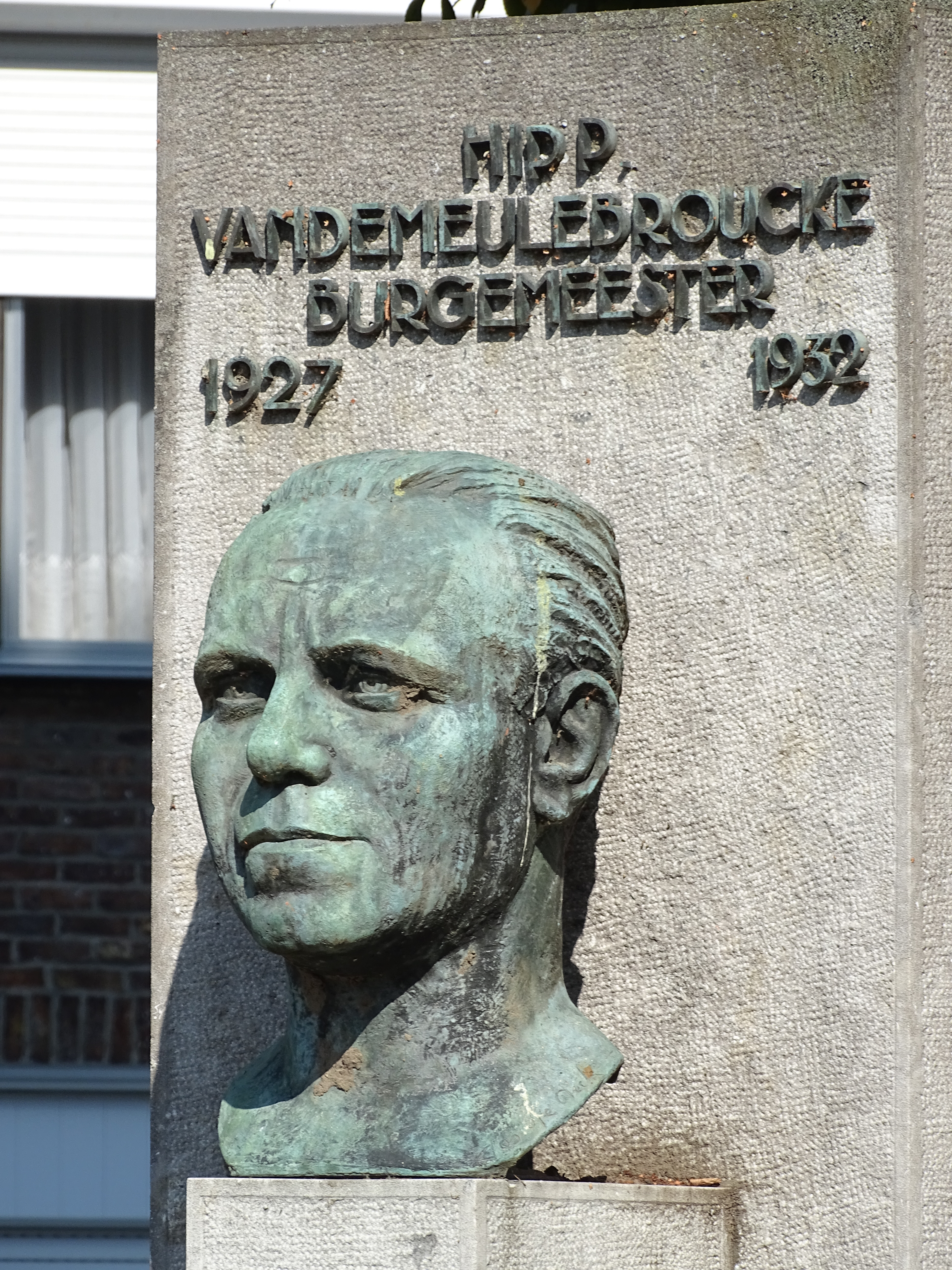
Buste van Vandemeulebroecke

Vandemeulebroecke was beroepshalve verzekeraar.
Gemeenteraadslid verkozen van Sint-Gillis-bij-Dendermonde in 1926, was hij er burgemeester van 1927 tot 1933.
In 1919 werd hij verkozen tot socialistisch volksvertegenwoordiger voor het arrondissement Dendermonde en vervulde dit mandaat tot in 1936.